# Mantispa perla
Mantispa perla là một loài côn trùng trong họ Mantispidae thuộc bộ Neuroptera. Loài này được Pallas miêu tả năm 1772.